# História do Club de Gimnasia y Esgrima La Plata
A história do Club de Gimnasia y Esgrima La Plata data de 1887. Trata-se de um clube desportivo da cidade argentina de La Plata, província de Buenos Aires. Foi fundado em 3 de junho de 1887 como "Club de Gimnasia y Esgrima". A sua principal atividade é a equipe de futebol da Primeira Divisão da Argentina.
O Gimnasia y Esgrima foi campeão da divisão intermédia de futebol em 1915, da Primeira Divisão em 1929 e vice-campeão da Primeira Divisão em 1924, durante a fase do amadorismo. Durante o profissionalismo, o Ginástica foi o campeão na Copa Centenário de 1994 e da Segunda Divisão em 1944, 1947 e 1952; também foi vice-campeão da Primeira Divisão por 5 vezes.

## Os primórdios

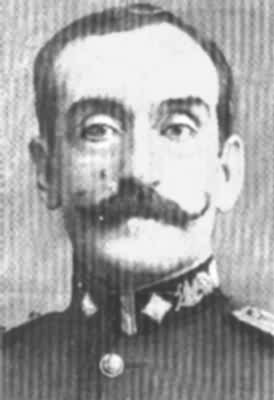
Ramón Falcón, sócio fundador

Em 3 de junho de 1887 depois de uma reunião realizada na Câmara Comercial da cidade de La Plata foi fundado o Club de Gimnasia y Esgrima La Plata como uma organização social e de promoção dos esportes. Essa reunião foi presidida por Saturnino Perdriel (que era então o primeiro presidente do clube) e foi assistida por mais de 50 membros fundadores. Além disso, nomeou-se uma comissão formada por Domingo Echeverri, Ramon Falcon, Julio Llanos, Dante Pelander e Guillermo Pinto, cujo objectivo era o de preparar o projeto de estatuto.
Este clube iniciou a sua actividade desportiva com os dois esportes que compõem o seu nome, esgrima e ginástica. Depois acrescentaram-se actividades como a do tiro com arco, de corrida, saltos e críquete, entre outras. Também foi incluído o futebol, que seria ao longo da sua história a modalidade principal do clube.

### Sócios Fundadores

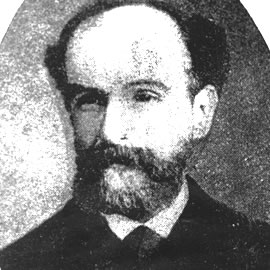
Saturnino Perdriel 1887.

Saturnino Perdriel, primeiro presidente, José Muñoz, José M. Ahumada, Pedro Olazábal, Arturo Silveira, Adriano Díaz, Teodoro Granel, Samuel J. Coqué, Alejandro Dillón, Santiago J. Mena, E. Landois, Carlos M. Marenco, Guillermo Pintos, Pedro Bernaté, Enrique Sicardi, M. Piñeiro, Alberto J. Huergo, Juan M. Martínez, Julio Llanos, Ignacio D. Irigoyen, Gensérico Ramírez, Martín Bárcena, Enrique M. Curh, Francisco Alconada, Alberto Albarellos, Arturo Mayol, J. G. González, Juan Bautista Ferreira, Domingo Echeverri, Francisco y Alfredo Madero, Domingo del Carril, Nicolás E. Videla, Luis Monteverde, Pantaleón Molina, Diego J. Villafañe, M. Aráoz, Martín Bermejo, Marcos Bonghero, Dante Pelanda, Estanislao López, Pedro G. Falcón, F. de Basaldúa, José M. Pene, José M. Monsalve, Sergio García Uriburu, Diego Arana, José M. Viñas, Antonio A. Delfino, Francisco Uzal, Mariano Villarino, Andrés Mosquera, José M. Niño e Ramón Lorenzo Falcón.

## Era Amadora (1891-1930)

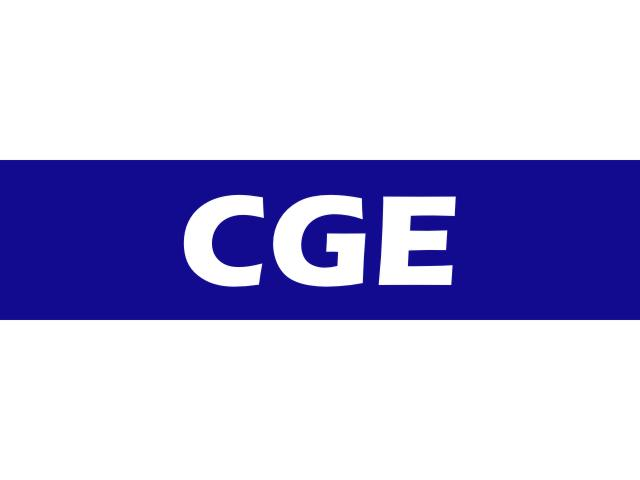
As cores do clube.

Em 1905, Gimnasia teve que abandonar o seu campo situado nas ruas 13 e 71, optando por não seguir praticando o futebol e se dedicar a actividades meramente sociais. Isto ocasionou na evasão de parte dos sócios, os quais fundaram outro clube, onde o futebol era o principal esporte: o Club Estudiantes de La Plata. Mais tarde, em 1912, um grupo de futebolistas dissidentes do Estudiantes migrariam para o Club Independencia, o qual fundiu-se ao Gimnasia y Esgrima em 1914, voltando a existir a prática do futebol no clube. Em 1915, o Gimnasia y Esgrima participou na divisão intermédia, obtendo o título do campeonato e ascendendo à Primeira Divisão argentina. Nesse mesmo ano, conquistam as duas copas que estavam em disputa: Copa Concorrência Adolfo J. Bullrich e Copa Campeonato Intermedia.[carece de fontes?]
Em 27 de abril de 1916, enfrenta pela primeira vez o seu principal rival. Disputado no campo do Estudiantes, o Gimnasia venceu o duelo por 1-0 e terminou o campeonato na quarta colocação, atrás apenas de Racing Club, Platense e River Plate, com 9 triunfos, 9 empates e 3 derrotas. Em 1921, voltaria a obter a quarta colocação, atrás de Racing, River Plate e Independiente, com 23 vitórias, 6 empates e 9 derrotas.
Em 27 de abril de 1924, inaugura-se o estádio localizado na intersecção das ruas 60 e 118, chamado Estádio Juan Carlos Zerillo. O Gimnasia y Esgrima estava invicto em seu estádio por 15 meses (desde seu primeiro encontro oficial até julho de 1925). Nesse ano, consegue o segundo posto, atrás apenas do San Lorenzo, com 15 vitórias, 7 empates e 1 derrota.

### Campeão em 1929

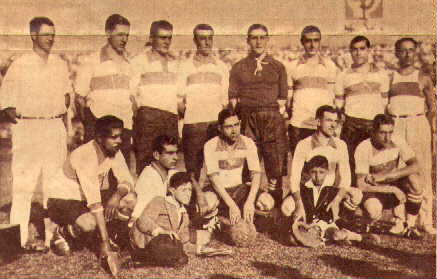
Formação da equipe em 1929.

Em 1929 Gimnasia y Esgrima obtém seu único campeonato amador da Primeira Divisão, depois de uma campanha que finalizou com 14 triunfos e 3 derrotas. O campeonato de 1929 adotou a modalidade de disputa da Copa Estímulo, pelo que se dividiram as equipes em duas zonas (par e ímpar), definindo o título em um jogo entre os vencedores de cada zona.
O Gimnasia y Esgrima obteve o primeiro posto na «zona ímpar», da que faziam parte River Plate, Racing Club, Huracán e Estudiantes de La Plata. A «zona par» foi ganhada pelo Boca Juniors, que se classificou assim para o encontro final.
Este encontro disputou-se em 9 de fevereiro de 1930 no estádio do River Plate. Depois de estar a perder 1-0 no final do primeiro tempo, a equipe formada por Scarpone, Dei Giano e Delovo; Rusciti, Santillán e Belli; Curell, Varallo, Maleani, Díaz e Morgada deu a volta ao resultado com dois golos de Martín Maleani. Nesse ano também obteve o campeonato de Reserva.
Desta forma, o Gimnasia y Esgrima converte-se no primeiro clube da cidade em obter um torneio organizado por uma Associação reconhecida pela FIFA.

### A turnê internacional (1930)
Entre dezembro de 1930 e abril de 1931, a equipe do Gimnasia, que posteriormente ia ser conhecida  como «O Expresso» se converteu no primeiro clube do interior do país em competir na Europa, e o primeiro a jogar em Portugal, Rússia, Áustria e Itália.
Tudo começou em 8 de dezembro de 1930, quando a equipe primeira divisão do Gimnasia embarcou no navio "Lutetia" para o Brasil. Houve a primeira parada de uma longa e curta turnê após o futebol, em que jogaram um total de 27 partidas ao longo de quatro meses de turnê, algo bastante incomum para esse tempo.
Uma vez no Brasil, jogou dois encontros. O primeiro deles contra o Clube Vasco da Gama, um empate. Quatro dias depois chegou a vez do Combinado Carioca, e terminou com 4-0.

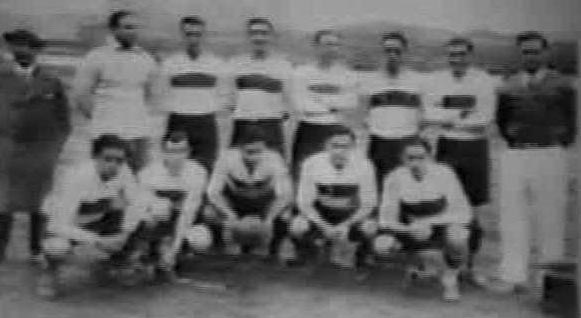
El equipo posando en Europa durante la gira de 1930.

Recém-chegados à "pátria" e sem tempo para entrar conhecimento do local, a equipe albiazul já enfrentou o poderoso Real Madri CF. Apesar da longa viagem, o jogo foi 3:2 em favor de Gimnasia, tornando-se assim a primeira equipe no interior do país a vencer Real Madrid CF no seu próprio estádio. No dia seguinte, a imprensa espanhola intitulou: "Os argentinos parecem ter sido nascidos para jogar futebol."
O resumo do jogo:
- 1 de janeiro de 1931. Amistoso. Em Madrid (Chamartín)
- REAL MADRID - CA GIMNASIA Y ESGRIMA (ARG)2:3
- Arbitro: Espinosa
- Goles: 1:0 Díaz 7´, 2:0 Sandoval 17´, 2:1 Lazcano 30´, 3:1 Sandoval 49´, 3:2 Galé 85´.

Real Madrid: Vidal; Torregrosa, Ochandiano, Bonet, Antoñito, J.M. Peña, Lazcano (Leoncito), Eugenio, Gurruchaga, Galé, L. Olaso.
Gimnasia y Esgrima: Pottazo, Barrio, De Lobo, Conti, Chalu, Belli, Sandoval, Arrillaga, Díaz, De Mario, Morgada.
Posteriormente, em 6 de janeiro, ele chegou a vez do FC Barcelona, em seu estádio. Aqui também usavam a equipe liderada por Alfonso Doce, após derrotar os locais por 2 a 1. Neste jogo, foi novamente dada uma particularidade, que iria ocupar a vedação foi albiazul Juan Botasso, a fim de que o arqueiro suplente, Felipe Scarpone, foi dada a noite fora. Um par de horas antes do início do jogo, Botasso sofreu uma lesão que o deixaram fora do campus, pelo que tiveram de recorrer a Scarpone. Apesar da sua condição física uma vez que o encontro foi jogado com uma bola muito mais leve do que o habitual, o goleiro foi a figura do partido.
Após a sua passagem pela Espanha, onde ele jogou um total de sete jogos, cinco vencedoras, uma subordinação e perder a outra, devido a comitiva viajou para França, onde ele jogou apenas uma vez, caindo para a equipe local do Red Star por 2x0.
De lá, partiram para a Alemanha onde acolhimento devido a um total de dez friendlies. Neste país, Gimnasia passou-se com quatro vitórias, duas derrotas e na mesma quantidade de empates. Ele sabia como jogar com muito frio, nevado campos e completamente constituem uma grande nuvem.
Outro acontecimento histórico que ocorreu na Alemanha, foi que quando medido contra o Combinado Dusseldorf, Leipzig, um enviado especial do jornal foi enviado para Buenos Aires Argentina a primeira radiofoto mostrando um gol de Ismael Morgan.
Após a conclusão do programa, na Alemanha, a delegação embarcou mais uma vez, mas desta vez liderado a Itália. Aqui é contestada foram dois empates e duas sessões, antes da Ambrosiana (3:3) e do CCD Napoli (2:2).
A Itália foi a última paragem. Embora não inteiramente. Em Nápoles regressou a Barcelona, Lisboa, e retornou aqui para Américas, para pôr fim à turnê com outros três encontros em terras brasileiras.
Deixaram de La Plata em 8 de dezembro de 1930 para presidir à delegação Sr. Mario Sureda NUVEM um conhecido jornalista e como um treinador Rafael 'Kid' Lafuente, depois de grande pugilista da cidade.
Doze Alfonso foi o diretor técnico e empresário, iniciou-se no vapor francês Lutetia com o que seria a estreia no Brasil delegação composta por: Felipe Scarpone, Evaristo Delovo, Julio Di Giano, Vicente Ruscitti, José María Minella, Antonio Belli, Miguel Currell, Jesús Díaz, Arturo Naón, Juan González e Ismael Morgada de Gimnasia; plantel reforzado con Juan Botasso (Argentino de Quilmes), Pedro Chalú (Ferro Carril Oeste), Oscar Tarrio (San Lorenzo), Leonardo Sandoval y Juan Arrillaga (Quilmes) y Attilio Demaría (Estudiantil Porteño).
O detalhe de todos do passeio:
| Data                    | Rival                             | Lugar da partida | Resultado |
| ----------------------- | --------------------------------- | ---------------- | --------- |
| 13 de dezembro de 1930  | Vasco da Gama                     | Brasil           | 1:1       |
| 17 de dezembro de 1930  | Combinado Carioca                 | Brasil           | 0:4       |
| 1 de janeiro de 1931    | Real Madrid                       | España           | 3:2       |
| 6 de janeiro de 1931    | Barcelona                         | España           | 2:1       |
| 11 de janeiro de 1931   | Marino                            | España           | 3:1       |
| 15 de janeiro de 1931   | Real Victoria                     | España           | 2:1       |
| 18 de janeiro de 1931   | Real Victoria                     | España           | 1:1       |
| 23 de janeiro de 1931   | Marino                            | España           | 4:0       |
| 25 de janeiro de 1931   | Real Victoria                     | España           | 0:2       |
| 31 de janeiro de 1931   | Red Star                          | França           | 0:2       |
| 2 de fevereiro de 1931  | Bermen                            | Alemanha         | 3:6       |
| 8 de fevereiro de 1931  | Sportverein 1860                  | Alemanha         | 1:1       |
| 15 de fevereiro de 1931 | Sportverein 1860                  | Alemanha         | 4:0       |
| 21 de fevereiro de 1931 | Polizer Sport                     | Alemanha         | 4:2       |
| 22 de fevereiro de 1931 | Vereim Fur Fortuna                | Alemanha         | 0:0       |
| 28 de fevereiro de 1931 | Combinado Düsseldorf              | Alemanha         | 2:1       |
| 1 de março de 1931      | Tennis Borussia                   | Alemanha         | 1:2       |
| 4 de março de 1931      | Vereim Fur Fortuna                | Alemanha         | 3:1       |
| 8 de março de 1931      | AC Sparta Praga                   | Checoslováquia   | 3:1       |
| 12 de março de 1931     | WAC Rapid (Viena)                 | Austria          | 1:2       |
| 15 de março de 1931     | Ambrosiana (ahora Inter de Milán) | Italia           | 3:3       |
| 19 de março de 1931     | Napoli                            | Italia           | 2:2       |
| 25 de março de 1931     | Barcelona                         | España           | 0:3       |
| 29 de março de 1931     | Sport Benfica                     | Portugal         | 1:0       |
| 14 de abril de 1931     | Vasco Da Gama                     | Brasil           | 2:2       |
| 16 de abril de 1931     | Corinthians                       | Brasil           | 0:0       |
| 23 de abril de 1931     | Palestra (San Pablo)              | Brasil           | 1:2       |

## Era Profissional (1931-2008)

### O Expresso de 1933
Já em sua etapa profissional o Gimnasia y Esgrima ingressou novamente na história do futebol argentino, quando o denominado Expresso obteve a primeira roda do campeonato de Primeira Divisão de Argentina e finalizou na quarta posição com um recorde de 21 triunfos, 4 empates e 9 derrotas.
Na segunda volta, Gimnasia y Esgrima liderou o campeonato, até que enfrentou o Boca Juniors e o San Lorenzo. Nestes jogos a equipe albiazul resultou prejudicado pelas arbitragens.

### Copa Governador Alende (1960)

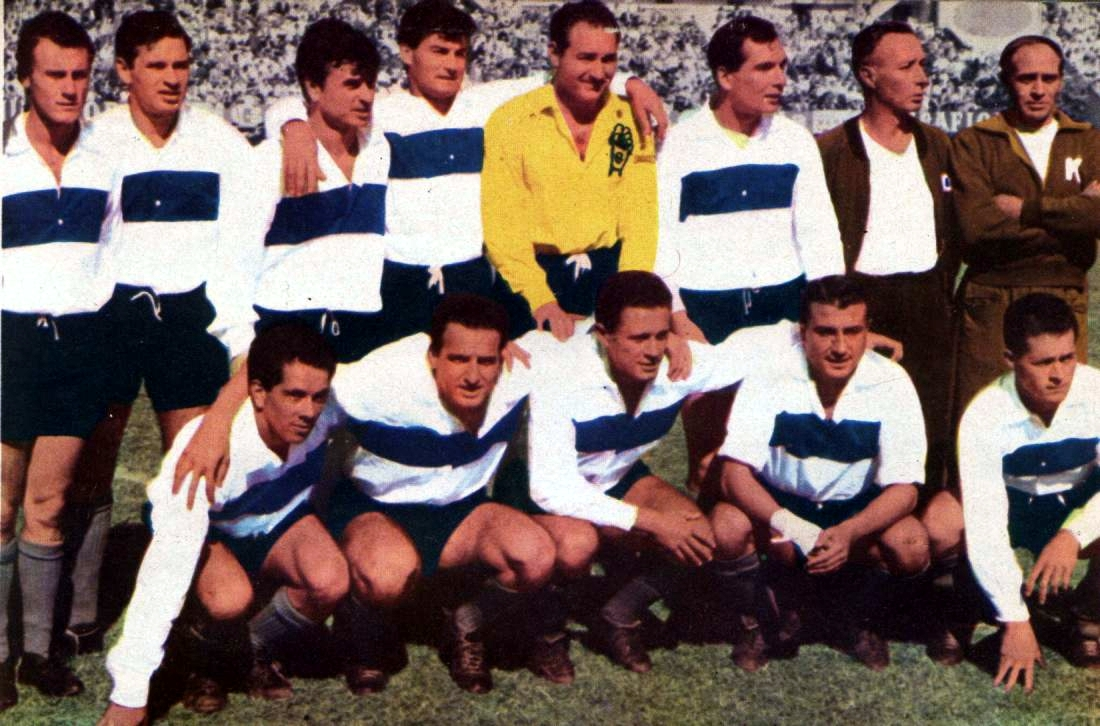
Formação da equipe em 1960.

Esta copa, de carácter amistoso, disputou-se em 1960 e foi organizada pelo clube Club Estudiantes de La Plata. Denominou-lha Copa Governador da Província de Buenos Aires Dr. Oscar Alende, em homenagem ao por então Governador. A copa foi um quadrangular internacional, na que participaram Estudiantes de La Plata, Gimnasia y Esgrima, Club Nacional de Football e Club Atlético Peñarol.
O Gimnasia y Esgrima impôs-se nos dois encontros contra as equipas uruguaias: 5:2 a Nacional y 1:0 a Peñarol. Enquanto os Estudiantes perderam os seus respectivos jogos por 0:1 e 2:5.
Na última data empatou com Estudantes 2:2. Assim, o 13 de fevereiro de 1960, Gimnasia y Esgrima se coroava campeão da Copa Governador Alende, no estádio do seu rival clássico no 57 e 1.

### El Lobo de 1962

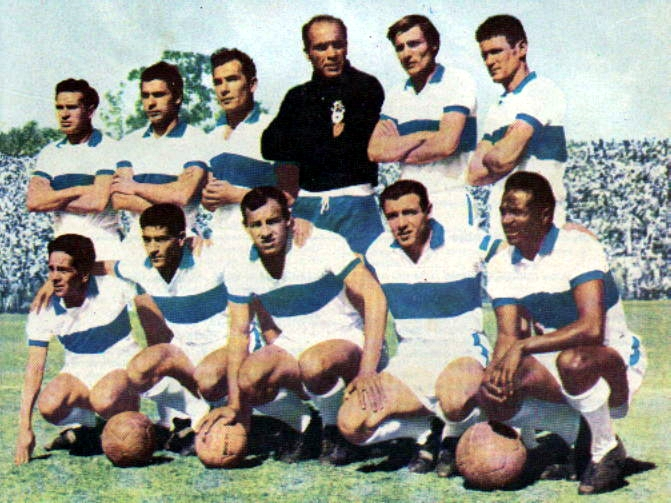
Equipa de 1962.

Em 1962, Gimnasia vem em terceiro campeonato da Primeira Divisão com 16 vitórias, 6 empates e 6 derrotas. Esta foi uma grande campanha del equipe platense que, após um início irregular conseguido permanecer imbatível em 15 datas (entre o 9.º dia da primeira rodada e no dia 10 do segundo turno) com 9 vitórias consecutivas (entre o 15 º dia da primeira volta e no dia 9 do segundo), atingindo o campeonato antes do final do concurso.

### A Barredora (1970)

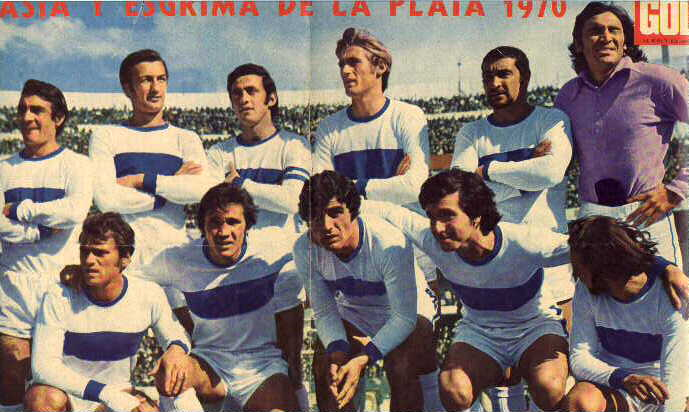
Formação da equipe em 1970.

Um das equipas mais recordadas pela claque é «A Barredora». Após quase uma década alternando boas e más actuações, realizaram-se restructuraciones na realização dos campeonatos organizados pela Associação do Futebol Argentino (AFA).
Estes foram o «Metropolitano», com as equipas filiadas directamente à AFA divididos em duas zonas, e o «Nacional», no que participavam algumas equipas filiadas à AFA e que classificaram nos primeiros postos do Metropolitano. O resto das equipas participava no «Promocional» e no «Reclasificatorio», junto a outras equipas que representavam outras unes do país.
No primeiro ano, 1967, Gimnasia y Esgrima consagrou-se campeão do torneio «Promocional». Depois existiram outras variantes, o «Campeonato Metropolitano» que se disputou numa sozinha roda e o «Campeonato Nacional» que se disputou dividindo às equipas em duas zonas.
Nesse ano, Gimnasia y Esgrima conseguiu classificar-se para disputar a semifinal do «Campeonato Nacional» contra Rosario Central, quem tinha ocupado o primeiro posto da zona «A». Gimnasia y Esgrima por sua vez tinha classificado segundo na zona «B», por trás de Chacarita Juniors.
Simultanemante ocorreu um conflito entre os futebolistas e os dirigentes do clube por motivos económicos, o qual levou ao Presidente Oscar Venturino a apresentar à terceira divisão. O resultado final foi 3:0 para a equipa rosarino.
A equipa esteve conformada por: Hugo Orlando Gatti; Ricardo Rezza, José Bernabé Leonardi, José Masnik, Roberto Zywica, Roberto Gonzalo; Héctor Pignani, José Santiago, Delio Onnis, José Néstor Meija, Jorge Castiglia.

### A despromoção (1979)
Depois de uma acção no esqueceu Campeonato Metropolitano, o lobo deve desempenhar um quadrangular para determinar a despromoção que três anos antes Platense, Chacarita Juniors e Atlanta. Com 3 vitórias, 1 empate e perdeu 2, 7 e 8 metas em favor contra o Gimnasia desce para a segunda categoria.
Neste torneio os Carlos Dantón Seppaquercia converte meta o mais rápido na liga de futebol argentina. Confrontado com o furacão após 5 segundos a 18 de março de 1979.
O treinamento básico foi: Vidallé; Magallán, Pellegrini, Sergio Castro y Alí; Tutino, Avelino Verón y García Amaijenda; Cerqueiro, Montagnoli y Forgués. Também jogou: Carlos Dantón Seppaquercia, Oscar Perez, Restelli, Labaroni, Cragno, Villarreal, Gutiérrez, Solari y Esquivel.

### Primera "B" (1980-1984)
Gimnasia permaneceu na Primeira "B" durante 1980 a 1984. O primeiro ano foi quarto na tabela de posições depois de ganhar 19, perdendo 8 empate e os restantes 11 encontros. A equipe foi liderada por Roberto Iturrieta durante as primeiras datas e, em seguida, o seu lugar foi ocupado por José Santiango.
Em 1981 ficou em sétimo lugar com 14 vitórias, 17 empates e 11 derrotas, deixando a equipe sem chances de conseguir uma promoção. Neste torneio o marcador do equipe mens sana foi Jorge 'potro' Dominguez com 17 metas.
Em 1982 ficou em primeiro lugar no grupo A com 17 vitórias, 15 empates e 10 derrotas. Então, para jogar o octogonal classificada pela subida, mas esta foi eliminado nas semifinais depois de perder antes Temperley penal. Gimnasia equipe foi o marcador do torneio com 73 metas, e foi novamente marcador Jorge 'potro' Dominguez com 21 metas.
E, em 1983, teve uma campanha muito fraca em que ficou no último posto com 8 vitórias, 15 empates e 19 derrotas.

### A última ascensão (1984)
Em 1984 Gimansia e Esgrima obteve o terceiro lugar na tabela de posições e classificou-se para disputar um Octogonal pela segunda ascensão. Deste octogonal fizeram parte Racing Club, Argentino de Rosario, Club Atlético Tigre, Defensores de Belgrano, Club Atlético Lanús, Nueva Chicago e Deportivo Morón.
Gimnasia eliminada na quarterfinals octogonal Argentino de Rosario 1:1 após empate servindo como a visita, e de 2:1 para ganhar localmente. Em seguida, as semifinais nos confrontados Defensores de Belgrano conseguir um empate visitante 2:2 e 1:0 uma vitória em casa. Atingiu a instância final onde conseguiu vencer em duas oportunidades a Racing Club (3:1 como visitante e 4:2 como local).
Dito plantel estava conformado por futebolistas como Ricardo «o pulpo» Kuzemka, Carlos Carrió e Osvaldo Ingrao, enquanto seu treinador era Nito Veiga. O scorers del equipe mens sana foram Carlos Carrió e Osvaldo Ingrao cada um com 12 metas e Gabriel Pedrazzi com 10 metas.

### Torneio Centenário (1993-1994)
Em 1993, a Associação do Futebol Argentino organizou um torneio denominado «Copa Centenário», ao cumprir-se 100 anos da criação da Association Argentine Football League.Esta associação com o tempo converteu-se na Associação do Futebol Argentino.
Todas as equipas de Primeira Divisão desse momento disputaram encontros de ida e volta com seus clássicos rivais. Gimnasia y Esgrima começou eliminando a Estudiantes de La Plata, a quem venceu 1:0 no encontro de ida com golo de Guillermo Barros Schelotto e empatando 0:0 no encontro de volta. Continuou eliminando rivais (Newell's Old Boys, Argentinos Juniors e Belgrano de Córdoba), consagrando-se triunfador da rodada de ganhadores.
O Club Atlético River Plate foi o ganhador da rodada de perdedores, pelo que a final se disputou no Estádio Juan Carlos Zerillo, de Gimnasia. River Plate para ser campeão devia vencer aos platenses em duas oportunidades.
Depois de um torneio no que se disputaram 52 encontros, a final se disputou o 30 de janeiro de 1994. Gimnasia y Esgrima impôs-se por 3:1 e assim obteve a Copa Centenário.[carece de fontes?]

### Copa Sanwa Bank (1994)
Em 1994, Gimnasia viajou para o Japão para jogar o Copa Sanwa Bank, que foi convidado pela J-League a ser o campeão do torneio ou Copa centenário da AFA. A copa foi jogada num jogo e teve que jogar contra o campeão da J-League, Verdy Kawasaki (agora conhecido como Verdy Tokyo).
O jogo foi jogado no Estádio Nacional Shinjuku em Tóquio, e terminou 2-2 tempo com um empate, e definido pelas penal, onde Verdy Kawasaki venceu por 4:2.

### De Griguol a Troglio (1994-2007)
Com Carlos Timoteo Griguol como treinador Gimnasia y Esgrima obtém o segundo posto no Torneio Clausura de 1995,
repetindo o lucro em 1996 e 1998.[carece de fontes?]
Também, tomou o segundo lugar em 2002[carece de fontes?]
baixo a direcção técnica de Carlos Ramacciotti, com quem tinha chegado à final da Copa Centenário em 1993 (depois obtida baixo a conducción técnica de Roberto Perfumo). Graças a este segundo lugar Gimnasia y Esgrima consegue participar da Copa Libertadores 2003.
Também, obteve o segundo lugar no Torneio Abertura 2005[carece de fontes?] baixo a direcção técnica do ex futebolista do clube Pedro Troglio, após uma campanha cabeça a cabeça com Boca Juniors, conseguindo a participação na Copa Sudamericana 2006 e, por segunda vez,
da Copa Libertadores 2007, da qual ficou eliminado em primeira fase 
pese a impor-se em seu último encontro por 3:0 a Defensor Sporting de Uruguai, a terceira equipa de dito país em quantidade de torneios obtidos.

### Atualidade (2007-presente)
Nas eleições de dezembro de 2007 a lista de Juan José Muñoz é derrotada por Walter Gisande. O presidente eleito declara sua intenção de que o ex futebolista Guillermo Sanguinetti seja o novo treinador do clube.
Posteriormente, o Intendente da cidade de La Plata, Pablo Bruera, manifestaria que Gimnasia y Esgrima poderia voltar a se desempenhar como local em seu estádio, e cederia terras adicionais à instituição.
A International Federation of Football History & Statistics (IFFHS) localiza o Gimnasia y Esgrima no 8° lugar entre os clubes de Argentina no período março de 2007 - fevereiro de 2008  acima de outras equipas da Primeira Divisão da Argentina, como Banfield, Argentinos, Independiente, Newell's Old Boys, Racing Club e Club Atlético Colón.

## Cronologia da cidade
O clube não ter sempre seu próprio estádio antes de 1924 jogado em diferentes tribunais. Além disso, neste momento, devido a problemas com o Estádio Juan Carlos Zerillo, é obrigado a assumir o lugar de localização, no Estádio Ciudad de La Plata.
- 1901-1905 Plaza de Juegos Atléticos, Avenida 1 y calle 47, La Plata, Província de Buenos Aires.
- 1905 calle 51 y calle 20, La Plata, Província de Buenos Aires. (Terreno de Belgrano - jugó pocos partidos para completar la temporada de 1905)
- 1906-1911 En estos años esta suspendida la práctica de fútbol.
- 1912-1914 Plaza de Juegos Atléticos de los Bomberos, Avenida 60 (cerca del actual estádio del Bosque)
- 1915 Cancha del Club Independencia (cerca del actual estádio del Bosque)
- 1916-1923 Calle 12 y calle 71 (Meridiano V), La Plata, Província de Buenos Aires.
- 1924-2005 Estádio Juan Carlos Zerillo (su nombre se establece el 21 de dezembro de 1974), Avenida 60 y calle 118, La Plata, Província de Buenos Aires.
- 2005-2008 Estádio Ciudad de La Plata, calle 32 y calle 25, La Plata, Província de Buenos Aires.
- 2008-presente Estádio Juan Carlos Zerillo, Avenida 60 y calle 118, La Plata, Província de Buenos Aires.

## Recordes e curiosidades
- É o clube mais antigo de todos os que militam atualmente no futebol argentino, já que foi fundado em junho de 1887.
- Gimnasia y Esgrima foi a primeira equipa do interior do país em vencer ao Real Madri CF em seu próprio estádio. O encontro disputou-se o 1 de janeiro de 1931 e terminou 3:2.[16]

- Gimnasia y Esgrima contratou o primeiro treinador estrangeiro do profissionalismo na Argentina: Emérico Hirschl (da Hungria).
- Gimnasia y Esgrima tem o recorde pelo golo mais rápido da primeira divisão. Carlos Dantón Seppaquercia converteu o golo frente ao Huracán após 5 segundos, no dia 18 de março de 1979.[17][18]

- Na reinauguração de A Bombonera (em 5 de maio de 1996) o Gimnasia y Esgrima goleou a Boca Juniors por 6:0.[19][20][21]

- Em 22 de março de 1999, num encontro histórico por seu alto goleio, o Gimnasia y Esgrima derrota a sua homónimo jujeño por 7-5.[22]

- Num encontro pelo Torneio Clausura 2000, o Gimnasia y Esgrima iguala 6-6 com Colón de Santa Fé. Um resultado muito pouco comum (há 60 anos que não havia um marcador tão elevado).[23]

- Em junho de 2006 retira-se a t-shirt n.º 21, número que utilizou Pedro Troglio em sua última etapa profissional, sendo esta a primeira retirada num clube do futebol argentino.